# Volnovakha
Volnovakha (en ucraïnès i en rus Волноваха) és una ciutat de l'óblast de Donetsk i el centre administratiu del districte de Volnovakha a Ucraïna, situada actualment a zona ocupada de la República Popular de Donetsk a Rússia. Està situada a 51 km al sud-oest de Donetsk. La seva població era de 23.164 en 2014.

## Història
L'origen de Volnovakha es troba en la fundació d'una estació de la línia de ferrocarril en 1881. La seva població augmentà lentament, ja que només tenia 634 habitants en 1915. Durant la guerra civil russa, Volnovakha va ser una base d'artilleria de l'Exèrcit Blanc. L'octubre de 1919, va haver-hi combats als voltants de Volnovakha entre l'Exèrcit Blanc i l'Exèrcit Negre, comandat per Nèstor Makhnò. Volnovakha es converteix en centre administratiu del districte en 1930 i rep l'estatus de ciutat en 1938.
El desenvolupament de la plataforma ferroviària va afavorir la industrialització de la ciutat (indústries agroalimentàries). Diverses institucions culturals, mèdiques i esportives es construeixen durant els anys de 1930. La població de la ciutat aconseguia els 15.300 habitants en 1939. La ciutat és ocupada en la Segona Guerra Mundial per l'Alemanya Nazi i alliberada per l'Exèrcit Rojo el 10 de setembre de 1943.
Després de la guerra es van desenvolupar les indústries agroalimentàries i dels materials de construcció.

## Demografia
| 1939   | 1989   | 2001   | 2005   | 2011   | 2014   |
| ------ | ------ | ------ | ------ | ------ | ------ |
| 15.300 | 26.371 | 24.647 | 23.991 | 23.442 | 23.164 |

Segons el cens de 2001, la llengua materna de la població és el rus pel 56,3%, pel 42,45% l'ucraïnès.